# Trichozoma albidulata
Trichozoma albidulata là một loài bướm đêm trong họ Geometridae.